# Кузьмін В'ячеслав Олександрович
В'ячеслав Олександрович Кузьмін (рос. Вячеслав Александрович Кузьмин; нар. 26 жовтня 1948) — радянський футболіст, півзахисник.

## Життєпис
Наприкінці 1960-х виступав за команду «Авангард» (Жовті Води) у другій групі класу «А», згодом за дублюючий склад московського ЦСКА разом із Юрієм Патрікеєвим, Володимиром Жигуновим, Борисом Когутом. У вищій лізі за ЦСКА вийшов один раз, замінивши Валентина Уткіна у матчі з «Араратом» у травні 1970 року, у період, коли команда була ослаблена від'їздом декількох гравців основи на чемпіонат світу до Мексики. У тому ж році перейшов до «Пахтакору», причому серед причин відходу наводилася відставка тренера ЦСКА Всеволода Боброва. За «Пахтакор» провів ще 38 матчів у вищій лізі та 31 у першій. Згодом виступав за калузький «Локомотив» у другій лізі.